# 김종호 (1936년)
김종호(1936년 ~ )은 제17대 대한민국의 해군참모총장을 역임한 군인이다. 부인 신영자와의 사이에 1남 2녀 자녀가 있다. 해군참모총장 퇴임 이후에도 해군 인사에 상당한 영향력을 행사하여 TK세력의 대부로 알려졌다.

## 생애
1936년 출생. 경남중학교 전퇴와 대구중학교 졸업과 경북대 사대 부고 졸업을 거쳐 1959년 해군사관학교 13기를 수석으로 문학사 학위 취득하고 주미 해군 무관, 해군본부 작전참모부장, 해군 작전사령관 등 요직을 거쳤던 김종호는 1989년 동명이인인 1933년생 김종호 (1933년)에 이어 제17대 대한민국의 해군참모총장에 임명되어 임기 2년을 마쳤다. 원래 비사교적이었음에도 불구하고 치밀한 업무능력을 인정받아 후보에 단독 추천되었다. 해군참모총장으로 재직하면서 해군 내에서 부하 장교로부터 금품을 잘 받기로 소문이 나서 '금빨대', 이때 장성으로 승진한 사람은 해군 내부에서 "부동산을 처분해서 별을 달았다"고 해서 '땅별'이란 별명으로 불렸다.

## 사건
안기부와 국군기무사령부 등 수사당국은 1990년 12월 서인교 대령(해사 20기)의 부인이 김종호의 부인인 신영자에게 줬다가 되돌려 받은 100만원권 수표 20장이 같은 해 준장에 진급한 대령 정모씨(해사 20기) 예금계좌로부터 나온 것으로 드러나 현직 해군참모총장에 대한 비위사실이 밝혀져  "1990년말 장성 진급 심사 과정에서 해당자로부터 수 억원대의 뇌물을 받았다"는 사실을 청와대에 보고했으나 "수서비리 사건도 있고 그러니 더 이상 문제삼지말라"는 고위층의 지시에 따라 사건은 덮여졌다. 김종호는 당시 서동권 안기부장과 김영일 청와대 사정수석과 경북중, 경북사대부고 동기동창으로 가까운 관계였다.
1994년 2월 제18대 해군참모총장인 김철우 (1937년)가 인사청탁과 관련하여 "1억원의 뇌물을 받았다"는 익명의 투서가 국방부에 접수되었으나 혐의가 없는 것으로 드러난 대신 전직 총장인 자신의 혐의가 드러나 검찰이 연행에 나섰으나 실패하자 출국금지를 했으며 1993년 4월 23일에 자진 출석 의사를 밝혔다. 부인은 검찰에서 "승진의 대가가 아니라 진급여부를 미리 알려준데 대한 사례였다"고 밝혔다. 해군참모총장으로 재직할 때 해군 대령 서인교의 부인으로부터 6천만원을 받는 등 현역 장성, 영관급 장교 등 50여명으로부터 인사청탁과 관련하여 한 사람에 1천만원~1억원씩  수십억원의 뇌물을 받은 혐의를 받았다.  혐의를 부인했던 김종호는 검찰이 "해군참모총장까지 지낸 사람이 뇌물받은 사실을 부인에게 미룬다는게 말이 되느냐"는 등의 말에 4월 26일 조사에서 모든 혐의 사실을 자백하였다. 또, 대잠 초계기를 선정할 때 국방부 실무자들이 록히드 마틴사의 P3C보다 가격이나 성능면에서 월등히 유리한 프랑스 닷소사의 아틀란틱을 선호했으나 결국 P3C로 결정돼 선정 과정에 의혹이 제기되었고 군 안팎에서 "록히드마틴사의 로비와 해군참모총장의 강력한 추천이 작용했다"는 소문이 돌았다. 1993년 4월 27일에 1990년 7월과 12월 진급 인사와 관련하여 3억 1500만원과 해군 장비 현대화 계획에 따른 요격 미사일 발사를 위한 감지장치 제조 및 납품권을 주는 조건으로 1990년 5월 정모씨로부터 5000만원을 받은 혐의로 특가법 뇌물수수죄로 구속되었다. 검찰은 수뢰액수를 3억7천3백만원으로 특정하여 기소하였다. 서울형사지방법원(재판장 곽동효)에서 열린 재판에서 김종호는 "어떤 뇌물도 받은 적이 없다"며 혐의를 부인했으나 검찰은징역 8년, 추징금 3억 7300만원을 구형하고  징역 6년이 선고되었으나 서울고등법원(재판장: 민수명)은 "피고인이 모두 잘못을 늬우치고 있고 30여년간 해군에서 최고 지휘관직 등을 지냈으며 자수한 점을 감안해 감경한다"면서 징역3년 추징금 3억 7천만원을 선고하자검찰이 상고한 사건에서 "수사기관의 출석요구를 받기 전에 검찰에 전화를 걸어 출석의사를 밝힌 점이 인정된다"며 "수사기관에 자진출석하여 범행사실을 모두 자백하고 처벌을 달게 받겠다는 취지의 자술서를 쓴 사실이 인정되는 만큼 자수의 요건을 충족하고 있다. 피고인들이 법정에서 받은 돈이 뇌물이 아니었다고 일부 정황에 대해 부인한 것이 자수의 효력에 영향을 미치지는 않는다 "고 하여 징역3년 추징금 3억 7천 3백만원의 원심이 확정되었다. 1995년 8월 15일 광복절 특별사면에서 잔형 면제로 석방되었다.

감사원은 1993년 4월 27일부터 6월 19일까지 국방부 및 육.해,공군의 전력증강사업 추진 실태(1974년~ 1993년까지 시행한 사업 중에 전차, 군함, 전투기, 탄약사업 등 23개 사업)에 대한 특별감사한 결과를 발표하면서 김종호가 "6700만원을 수뢰했다"고 발표했다.